# Chim ruồi ong
Chim ruồi ong, zunzuncito hay chim ruồi Helena (Mellisuga helenae) là một loài chim ruồi (Trochilidae), và cũng là loài chim nhỏ nhất trên thế giới, với chiều dài chỉ từ 5–6 cm (2,0–2,4 in), và cân nặng 1,6–2 g (0,056–0,071 oz). Đây là loài đặc hữu ở Cuba.

## Miêu tả

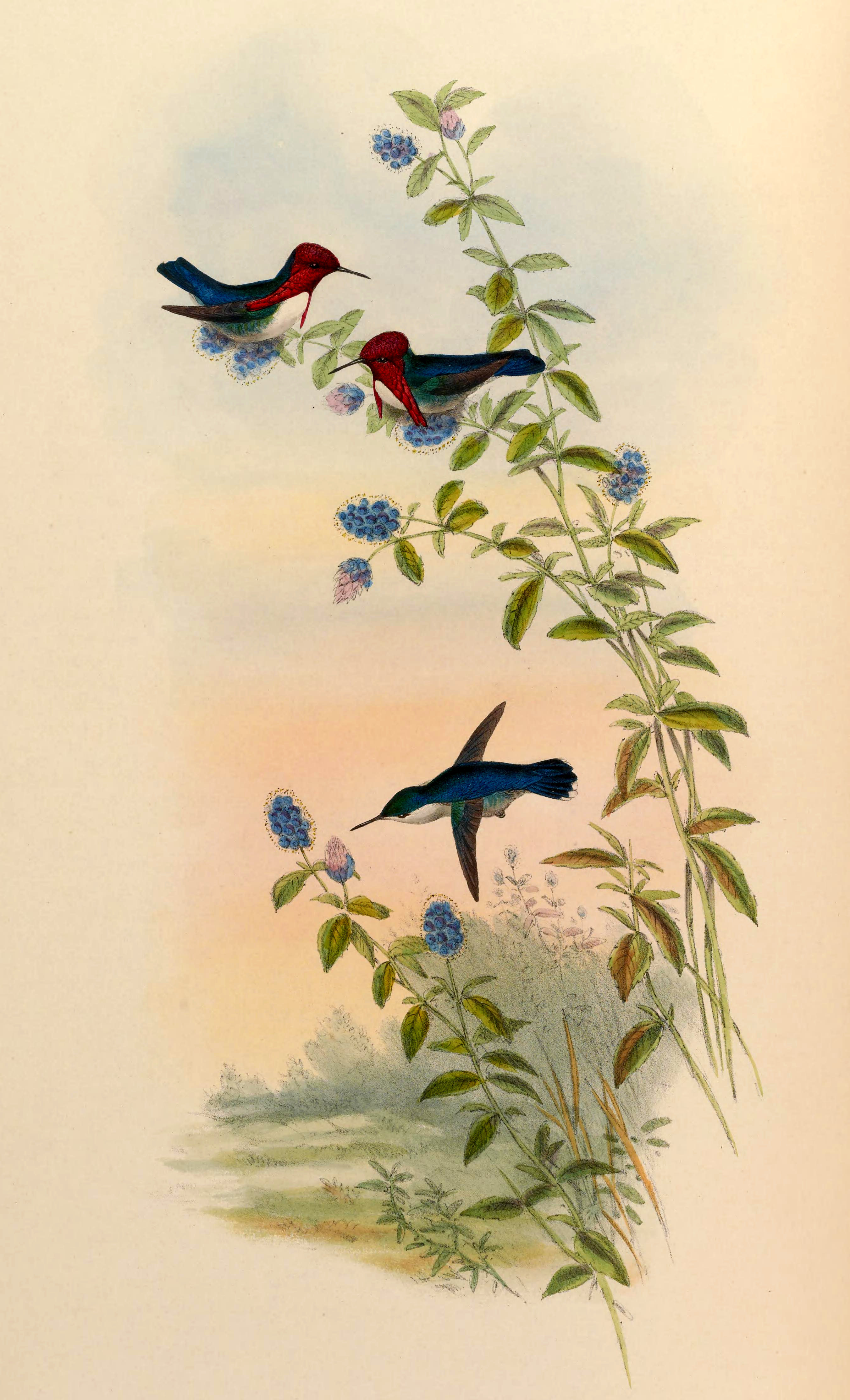

Là con chim nhỏ nhất trên thế giới, không lớn hơn một con côn trùng lớn, gần như chỉ lớn hơn một con ong. Giống như tất cả chim ruồi, nó là một loài bay nhanh và khỏe. Nó cũng có thể bay một chỗ như máy bay trực thăng. Chim ruồi ong đập cánh khoảng 80 lần mỗi giây, nhanh đến mức mắt con người nhìn thấy cánh chúng như một vệt mờ. Màu sắc rực rỡ óng ánh của lông vũ của chim ruồi ong làm cho những con chim có vẻ giống như một viên ngọc nhỏ. Màu ánh kim không phải là luôn luôn đáng chú ý, nhưng phụ thuộc vào góc mà một người nhìn vào con chim. Mỏ nhọn và mảnh phù hợp cho việc hút mật sâu trong bông hoa. Các con chim ruồi ong ăn chủ yếu là mật ong. Trong quá trình ăn, con chim đính phấn hoa trên mỏ và đầu. Khi nó bay từ hoa để hoa, nó chuyển phấn hoa. Bằng cách này, nó đóng một vai trò quan trọng thụ phấn hoa. Trong một ngày con chim ruồi ong có thể " ghé thăm " 1.500 bông hoa.
Sử dụng các mạng nhện, vỏ cây, và địa y, chim ruồi ong mái xây dựng một tổ hình chiếc tách với đường kính chỉ 2,5 cm. Chim mái đan tổ bằng sợi thực vật mềm. Trong tổ này,trứng do chim mái đẻ không lớn hơn so với đậu Hà Lan. Con cái một mình ấp trứng và nuôi chim non.

## Phân bố
Mellisuga helenae là loài chim đặc hữu của Cuba, bao gồm La Habana, Sierra de Anafe, bán đảo Guanahacabibes, Zapata Swamp, Jucaro, Moa, Cuchillas del Toa, Sierra Cristal, Mayarí và bờ biển Guantánamo (Raffaele et al. 1998, Garrido and Kirkconnell 2000) cũng như Isla de la Juventud.